# Tasqueña (estación del Metro de Ciudad de México)
Tasqueña es una de las estaciones que forman parte del Metro de la Ciudad de México, es la terminal sur de la Línea 2. Se ubica al sur de la Ciudad de México, en la alcaldía Coyoacán.

## Información general
Originalmente llamada Taxqueña (Tasqueña es la ortografía utilizada desde hace unos años sobre todo para el nombre de las estaciones del metro y del tren ligero de la zona), debe su nombre a que se localiza junto a la Calzada Taxqueña. Taxqueña es el gentilicio de las mujeres de Taxco, en el estado de Guerrero, localidad famosa por su trabajo de la platería. El ícono representa la silueta de la luna, deidad adorada en la zona de Culhuacán, ubicada al final de la Calzada Taxqueña. 
Al igual que en otras terminales como Indios Verdes y El Rosario, en ella también se da mantenimiento y resguardo a los vagones.

## Murales
En esta estación se encuentran cuatro murales hexagonales de Alberto Castro Leñero que constituyen la tetralogía Elementos: "Fuego", "Aliento", "Azul" y "Horizontal". Cada mural mide 11 metros de largo y 3 metros de altura y están realizados con recortes de azulejo tipo talavera y cerámica policromada.

## Afluencia
La siguiente tabla muestra la afluencia de la estación en los últimos 10 años:
| Afluencia Anual de Pasajeros | Afluencia Anual de Pasajeros | Afluencia Anual de Pasajeros | Afluencia Anual de Pasajeros | Afluencia Anual de Pasajeros | Afluencia Anual de Pasajeros |
| ---------------------------- | ---------------------------- | ---------------------------- | ---------------------------- | ---------------------------- | ---------------------------- |
| Año                          | Afluencia                    | A Diario                     | Ranking                      | Incremento                   | Ref.                         |
| 2024                         | -                            | -                            | -                            | -                            |                              |
| 2023                         | 18,555,590                   | 50,837                       | 4°/187                       | -13.94%                      | [ 3 ]                        |
| 2022                         | 21,560,705                   | 59,070                       | 6°/175                       | +48.84%                      | [ 4 ]                        |
| 2021                         | 14,486,239                   | 39,688                       | 7°/195                       | +5.12%                       | [ 5 ]                        |
| 2020                         | 13,781,230                   | 37,653                       | 7°/195                       | -48.78%                      | [ 6 ]                        |
| 2019                         | 26,905,368                   | 73,713                       | 7°/195                       | -7.78%                       | [ 7 ]                        |
| 2018                         | 29,175,678                   | 79,933                       | 7°/195                       | +7.76%                       | [ 8 ]                        |
| 2017                         | 27,075,614                   | 74,179                       | 7°/195                       | -3.11%                       | [ 9 ]                        |
| 2016                         | 27,943,776                   | 76,349                       | 7°/195                       | -14.78%                      | [ 10 ]                       |
| 2015                         | 32,791,204                   | 89,838                       | 7°/195                       | +2.96%                       | [ 11 ]                       |

## Conectividad

### Salidas
- Calle Puerto Rico entre Calzada Taxqueña y Avenida Canal de Miramontes, Colonia Campestre Churubusco.
- Calle Cerro de Jesús y Avenida Canal de Miramontes, Colonia Campestre Churubusco.

### Conectividad
Existen conexiones con las estaciones y paradas de diversos sistemas de transporte:
- Las líneas 1, línea 7 y línea 12 del Trolebús de la Ciudad de México
- Estación Tasqueña del Tren Ligero
- Algunas rutas de Red de Transporte de Pasajeros
- La estación cuenta con un CETRAM.
- La estación se localiza junto a la Terminal Central de Autobuses del Sur, que brinda servicios de viajes a varios estados del sur y sureste de la República Mexicana.

## Sitios de interés
- Terminal Central de Autobuses del Sur